# Emil Birk Hartmann
Emil Birk Hartmann (født 26. september 1990) er en dansk skuespiller og musicalperformer uddannet på Musicalakademiet i Fredericia 2014.
Emil har været engageret på bl.a Fredericia Teater i forestillinger som Shu-bi-dua - The Musicall, hvor han spillede hovedrollen som Mick, og musicalen Seebach, hvor han spillede Nicolai Seebach. Han har medvirket i filmen Swinger som Patrick, og tv-serierne Broen som August Rohde, Lærkevej som Niklas, Mercur som Bent Werther og Limbo som Jack. Han har desuden lagt stemme til et utal af tegnefilm bl.a som Klatremus i Dyrene i Hakkebakkeskoven, og Ian Lightfoot i Pixar filmen Fremad.